# Духовное управление мусульман Кабардино-Балкарской Республики
Духовное управление мусульман Кабардино-Балкарской Республики (сокр. ДУМ КБР) — региональная организация мусульман (муфтият) республики Кабардино-Балкария. Входит в Координационный центр мусульман Северного Кавказа.

## История
- 29 ноября 1989 года — было объявлено о создании Духовного управления мусульман республики.
- 30 августа 1990 года — в Нальчике состоялся первый съезд ДУМ КБР, на котором был принят устав и избран председатель Духовного управления мусульман.
- 9 октября 1991 года — Устав ДУМ был зарегистрирован Министерством юстиции КБР за No 91[1]
- 2 февраля 1992 года — II съезд ДУМ КБР
- апрель 1994 года — ДУМ КБР вошёл в состав Высшего координационного центра Духовного управления мусульман России (ВКЦ ДУМР)
- 1996 год — открылся Исламский институт, директором был назначен Шарафутдин Чочаев, заместителем Пшихачев Анас
- март 1998 года — III съезд ДУМ КБР
- 1999 год — ДУМ КБР вошёл в Координационный центр мусульман Северного Кавказа
- 2004 год — IV съезд ДУМ КБР
- октябрь 2006 год — ДУМ КБР участвовал в создании Верховного совета мусульман Кавказа (ВСМК)
- 2007 год — Исламский институт преобразован Северо-Кавказский университет имени Абу Ханифы
- 25 марта 2009 года — V съезд ДУМ КБР[2][3]
- 15 марта 2011 года — VI съезд ДУМ КБР[4][5]
- 14 марта 2016 года — VII съезд ДУМ КБР[6][7]

## Деятельность

### Устав
В уставе организации указано, что ДУМ КБР:
- «…является централизованной религиозной организацией, образованной на добровольной основе в целях совместного исповедания и распространения Ислама. В его состав входят религиозные мусульманские группы в населённых пунктах КБР и местные религиозные организации»
- «…осуществляет свою деятельность в соответствии с Конституцией РФ, Конституцией КБР, а также федеральным законом „О свободе совести и о религиозных объединениях“, иными нормативными актами РФ»
- «…В своей религиозной деятельности ДУМ КБР руководствуется учением КОРАНА и СУННЫ ПРОРОКА да благословит его Аллах и приветствует, на основе высказываний 4-х праведных Халифов, юриспруденции четырёх мазхабов, а также решениями ДУМ КБР и решениями съездов мусульман КБР».
- «…не выполняет функции органов государственной власти, местного самоуправления, иных государственных учреждений, не участвует в деятельности политических партий и общественных объединений.»[8].

### Учебные заведения
При ДУМ КБР функционирует высшее учебное заведение — Северо-Кавказский Исламский университет им. имама Абу Ханифы, а также различные филиалы СКИУ и местные медресе.

### Издания
При ДУМ КБР выпускается ежемесячная газета — «Свет Ислама».

## Председатели (муфтии)
- Чочаев Шарафутдин Юсупович: 30 августа 1990 г. — 1 февраля 1992 г.[1]
- Пшихачев Шафиг Ауесович: 2 февраль 1992 г. — 10 декабря 2002 г.[10]
- Пшихачев Анас Мусаевич: с 11 декабря 2002 г. — 15 декабря 2010 г.; (до 21 апреля 2004 г. и. о.)
- Дзасежев Хазраталий Олиевич: с 20 декабря 2010 г. — по настоящее время; (до 15 марта 2011 г. и. о.)[11]